# 尼科·岡薩雷斯
尼古拉斯·岡薩雷斯·伊格莱西亚斯（西班牙語：Nicolás González Iglesias；2002年1月3日—）是一名西班牙职业足球运动员，現效力英超球隊曼城。

## 球會生涯

### 曼城
曼城從波爾圖以6000萬歐元簽下干沙利斯，以頂替因為受傷的羅德里防守中場位置上的空缺。

## 榮譽
波爾圖
- 葡萄牙盃冠軍 : 2023–24[7]
- 葡萄牙超級盃冠軍 : 2024[8]

## 外部連結
- 尼科·岡薩雷斯－UEFA國際賽競賽紀錄